# Algacir Munhak
Algacir Munhak CS (* 19. April 1966 in Cascavel, Paraná) ist ein brasilianischer römisch-katholischer Ordensgeistlicher und Bischof von São Miguel Paulista.

## Leben
Algacir Munhak besuchte ab 1980 das Kleine Seminar São Rafael in Casca und später das Kleine Seminar São Carlos in Guaporé. Anschließend trat Munhak der Ordensgemeinschaft der Congregatio Scalabriniana bei. Er absolvierte von 1985 bis 1986 das Noviziat in Sarandi und von 1986 bis 1988 ein Pastoralpraktikum. 1989 folgte das Studium der Philosophie an der Universidade de Passo Fundo, das er 1991 mit dem Lizenziat abschloss. Munhak legte am 25. März 1990 die erste Profess ab. Von 1992 bis 1995 studierte er Katholische Theologie am Theologischen Institut der Scalabrini-Missionare in Rom, das der Päpstlichen Universität Heiliger Thomas von Aquin angegliedert ist. Algacir Munhak legte am 4. November 1995 die ewige Profess ab und wurde am 8. Dezember desselben Jahres in Rom zum Diakon geweiht. Am 17. August 1996 empfing er in der Pfarrkirche São Cristóvão in Cascavel durch den Koadjutorbischof von Santos, Jacyr Francisco Braido CS, das Sakrament der Priesterweihe.
Munhak war von 1996 bis 1998 als Kaplan in der brasilianischen Pfarrei in Rom tätig. Daneben erwarb er nach weiterführenden Studien 1998 an der Päpstlichen Universität Gregoriana ein Lizenziat im Fach Biblische Theologie. Danach kehrte Algacir Munhak in seine Heimat zurück. Nachdem er kurzzeitig als Spiritual an den Kleinen Seminaren in Sarandi (1998) und in Passo Fundo (1999) gewirkt hatte, wurde er Regens des propädeutischen Priesterseminars São Rafael in Porto Alegre und Provinzialsrat der Ordensprovinz São Pedro der Scalabrini-Missionare. Anschließend war Munhak Regens des philosophischen Priesterseminars in Passo Fundo (2001–2004) und des Priesterseminars Nossa Senhora de Caacupé in Ciudad del Este, Paraguay (2005–2006). Von 2006 bis 2010 wirkte er als Vizepräsident des Instituto Católico Chileno de Migración (INCAMI) und als Pfarrvikar der Pfarrei Nuestra Señora de Pompeya in Santiago de Chile. Ferner gehörte er der Abteilung für die Seelsorge an den Menschen unterwegs des Lateinamerikanischen Bischofsrats (CELAM) an. 2010 wurde Algacir Munhak Provinzial der Ordensprovinz San José der Scalabrini-Missionare mit Sitz in Buenos Aires. Von 2013 bis 2016 fungierte er als Provinzialsrat und von 2016 bis 2019 als Ökonom der südamerikanischen Ordensprovinz Nossa Senhora Mãe dos Migrantes. Ab 2019 war Munhak Provinzial dieser Ordensprovinz seiner Ordensgemeinschaft.
Am 21. September 2022 ernannte ihn Papst Franziskus zum Bischof von São Miguel Paulista. Der Erzbischof von São Paulo, Odilo Kardinal Scherer, spendete ihm am 17. Dezember desselben Jahres die Bischofsweihe; Mitkonsekratoren waren der emeritierte Bischof von Caxias do Sul, Alessandro Carmelo Ruffinoni CS, und der Weihbischof in Porto Alegre, Adilson Pedro Busin CS. Die Amtseinführung erfolgte am 8. Januar 2023.